# Schwarzer Humor

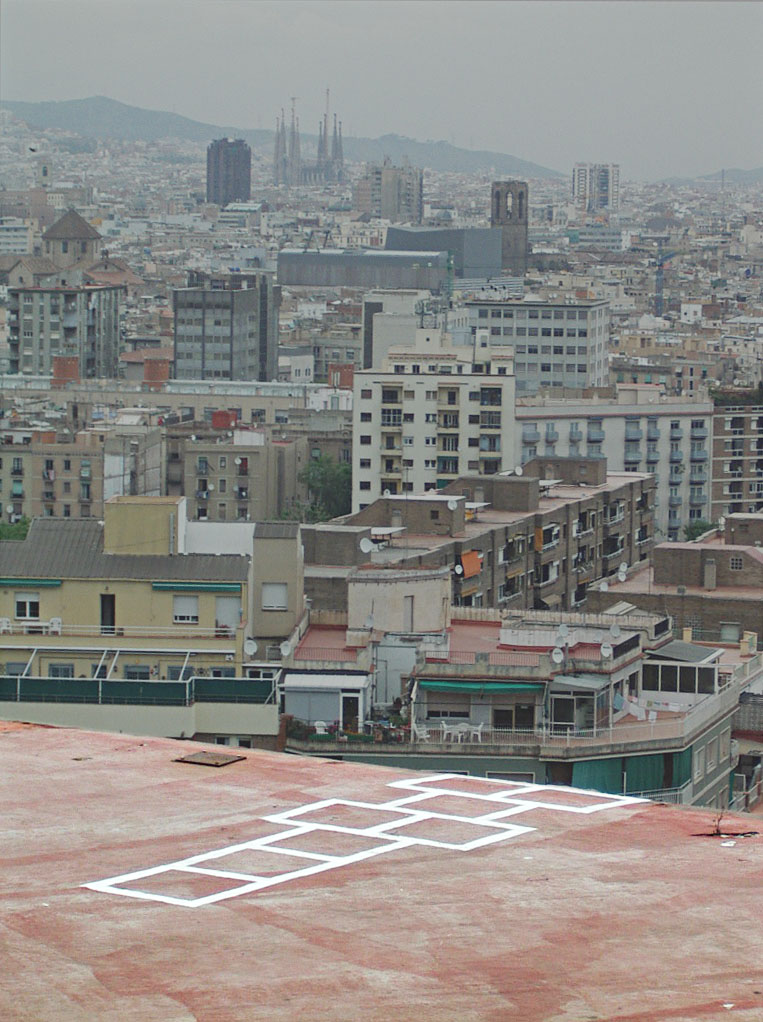
Hickelkasten im spanischen Barcelona: Der Sprung in den „Himmel“ ist in diesem Fall einer in den Tod.

Als schwarzer Humor wird Humor bezeichnet, der Themen, für die gewöhnlich eine Abhandlung in ernster Form erwartet wird, in satirischer oder bewusst verharmlosender Weise behandelt. Außer zur Belustigung wird schwarzer Humor oft genutzt, um Unbehagen auszulösen, zu ernsthaftem Nachdenken zu provozieren und Kontroverses anzusprechen.
Der schwarze Humor bezieht seine Spannung aus der Uneinigkeit darüber, welche Themen ins Lächerliche gezogen werden dürfen und wo die Grenzen des guten Geschmacks liegen. Schwarzer Humor thematisiert oft Tod, Verbrechen, Armut, Selbstmord, Krieg, Gewalt, Terrorismus, Diskriminierung, Krankheit, Rassismus, Sexismus, Homophobie und menschliche Sexualität.
Werke der darstellenden Kunst mit viel schwarzem Humor nennt man schwarze Komödien.

## Begriffsherkunft und Geschichte
Der Begriff Schwarzer Humor wurde durch den Surrealisten André Breton erstmals 1940 in seiner Schrift Anthologie de l’humour noir näher umrissen, wobei jedoch seit den 1960er Jahren Kennzeichen der Desillusion und des Nihilismus hinzugekommen sind. Im Vorwort seines Werkes nennt Breton unter anderem Quellen von Freud und Hegel, die seiner Meinung nach in die Begriffsentwicklung eingeflossen sind. Ursprünge des schwarzen Humors sah Breton in seiner Anthologie bei einigen Werken des irischen Satirikers Jonathan Swift wie Directions to Servants, A Modest Proposal, A Meditation on a Broom-Stick und einigen seiner Aphorismen.
Der Begriff black comedy (engl. „schwarze Komödie“), der in der englischen Sprache schon für einige Stücke Shakespeares angewandt wurde, weist sich nach dem Lexikon der Filmbegriffe der Christian-Albrechts-Universität zu Kiel als Komödientyp durch „manchmal sarkastischen, absurden und morbiden ‚schwarzen‘ Humor“ aus, der sich sowohl auf „ernste oder tabuisierte Themen wie Krankheit, Behinderung, Tod, Krieg, Verbrechen“ wie auch auf „für sakrosankt gehaltene Dinge“ richten kann und dabei „auch vor politischen Unkorrektheiten, derben Späßen, sexuellen und skatologischen Anzüglichkeiten nicht zurückschreckt.“ Dabei stehe „hinter der Fassade zynischer Grenzüberschreitungen“ häufig ein „aufrichtiges Anliegen, falsche Hierarchien, Konventionen und Verlogenheiten innerhalb einer Gesellschaft mit den Mitteln filmischer Satire zu entlarven.“

## Verwendung und einige Beispiele

### Literarische Beispiele
Öffentlich gebraucht wurde der Begriff erst seit den 1960er Jahren insbesondere im angloamerikanischen Raum als „black humour“ (oder auch „black comedy“) durch die Rezeption von Schriftstellern wie Nathanael West, Vladimir Nabokov und Joseph Heller. So gilt Catch-22 (1961) als ein bekanntes Beispiel dieser Stilart, in dem die Absurdität des Militarismus im Zweiten Weltkrieg satirisch überspitzt wurde. Im Absurden Theater, insbesondere bei Eugène Ionesco, ist ebenfalls viel schwarzer Humor zu finden.
Einige weitere Beispiele für literarische Werke und Theaterstücke sind:
- Die Physiker (1962) und Der Besuch der alten Dame (1956) von Friedrich Dürrenmatt[5]
- Schlachthof 5 oder Der Kinderkreuzzug (1969) von Kurt Vonnegut[4]
- V. (1963) und Die Enden der Parabel (1973) von Thomas Pynchon[4]
- Jesus von Texas (2004) von DBC Pierre[6]

### Filmische Beispiele
Filmische Beispiele für die Schwarze Komödie sind:
- Dr. Seltsam oder: Wie ich lernte, die Bombe zu lieben (USA, 1964), Regie Stanley Kubrick
- Schlachthof 5 (USA, 1970), Regie George Roy Hill
- M*A*S*H (USA, 1970), Regie Robert Altman
- Harold und Maude (USA, 1971), Regie Hal Ashby[7]
- Catch-22 – Der böse Trick (USA, 1970), Regie Mike Nichols, nach Joseph Heller
- Pulp Fiction (USA, 1994) von Quentin Tarantino
- Idioten (Dänemark, 1998) von Lars von Trier

## Abgrenzungsproblematik, Kontroversen
Die Genregrenzen zwischen der Schwarzen Komödie, Horrorkomödie sowie Film Noir und Neo-Noir können fließend sein; daher fällt die Entscheidung, welchem Filmgenre ein Film primär zugeordnet wird bzw. ab welchem Punkt der Einsatz von schwarzem Humor das Werk zur Komödie macht, oftmals unterschiedlich aus.
Da Humor eine Charaktereigenschaft ist, die individuell unterschiedlich ausgeprägt ist, kommt es durchaus vor, dass jemand wie Alfred Hitchcock seinen Film Psycho zwar als Schwarze Komödie beabsichtigt hat, das Werk von Kritikern aber dennoch überwiegend als Horrorfilm eingestuft wird.